# Louise Ellery

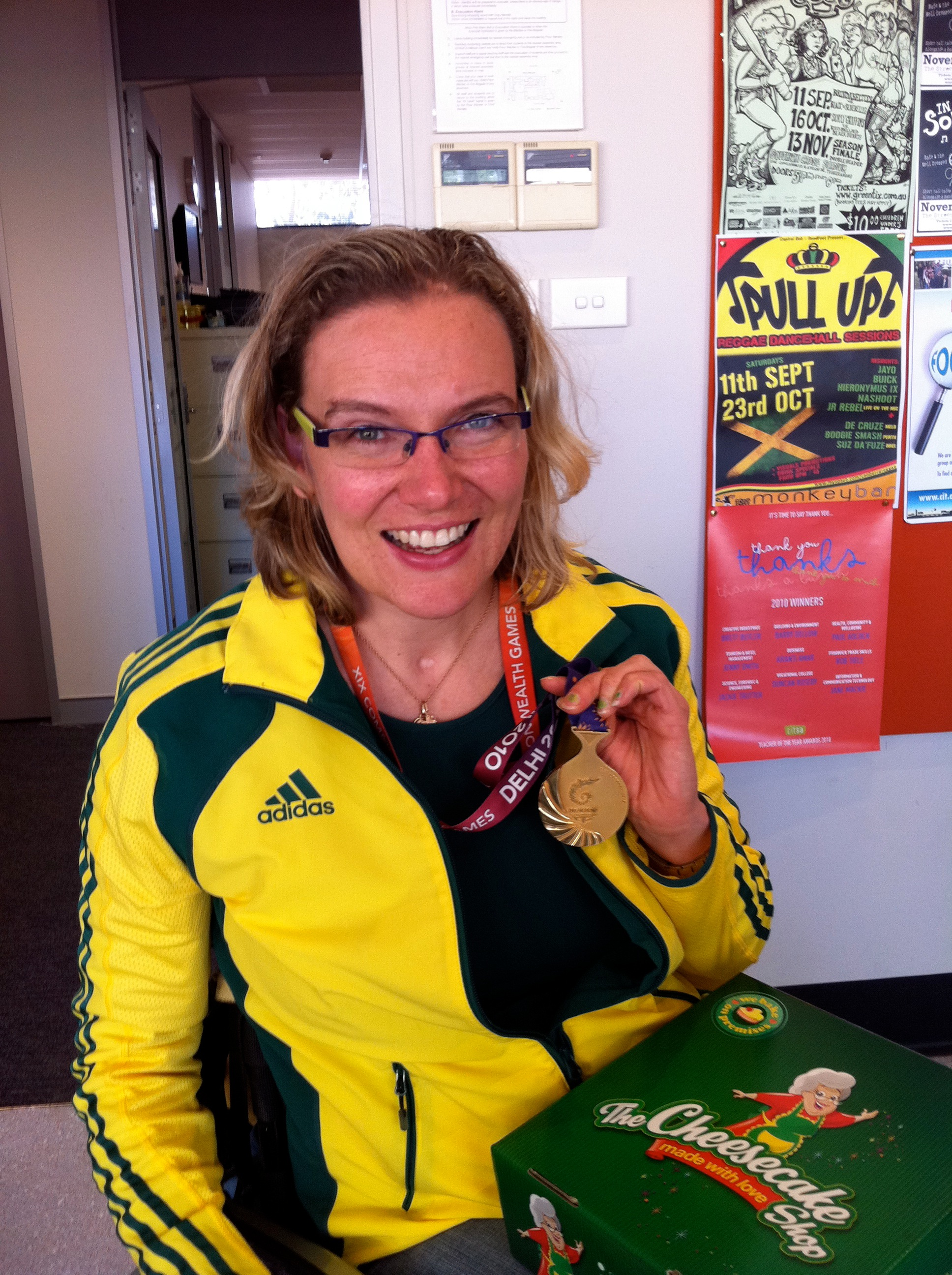
Louise Ellery com sua medalha de ouro

Louise Ellery (nascida em 4 de janeiro de 1977) é uma atleta paralímpica australiana, medalhista de ouro dos Jogos da Commonwealth e detentora de recordes mundiais no arremesso de peso da categoria F32 para atletas de elite com deficiência. Defendeu as cores da Austrália disputando os Jogos Paralímpicos do Rio de Janeiro, em 2016, onde obteve uma medalha de bronze. 

## Detalhes
Louise sofreu uma lesão cerebral traumática após um acidente de carro em 1998. Compete na categoria F32 (quadriplegia grave a moderada). No Campeonato Mundial de 2005, em Sydney, Ellery quebrou o recorde mundial no arremesso de peso em cadeira de rodas.

## Atletismo

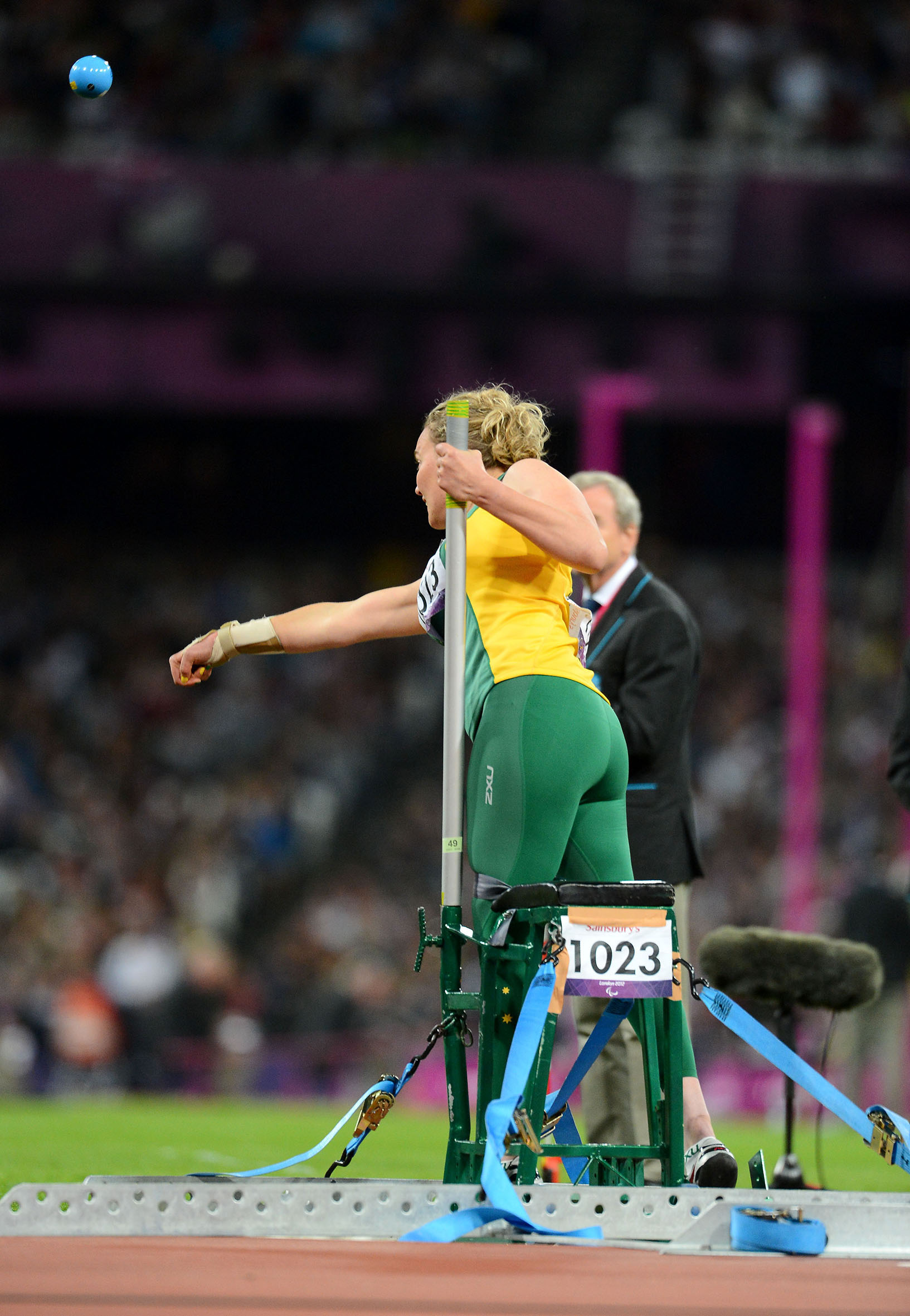
Ellery nas Paralimpíadas de Londres 2012

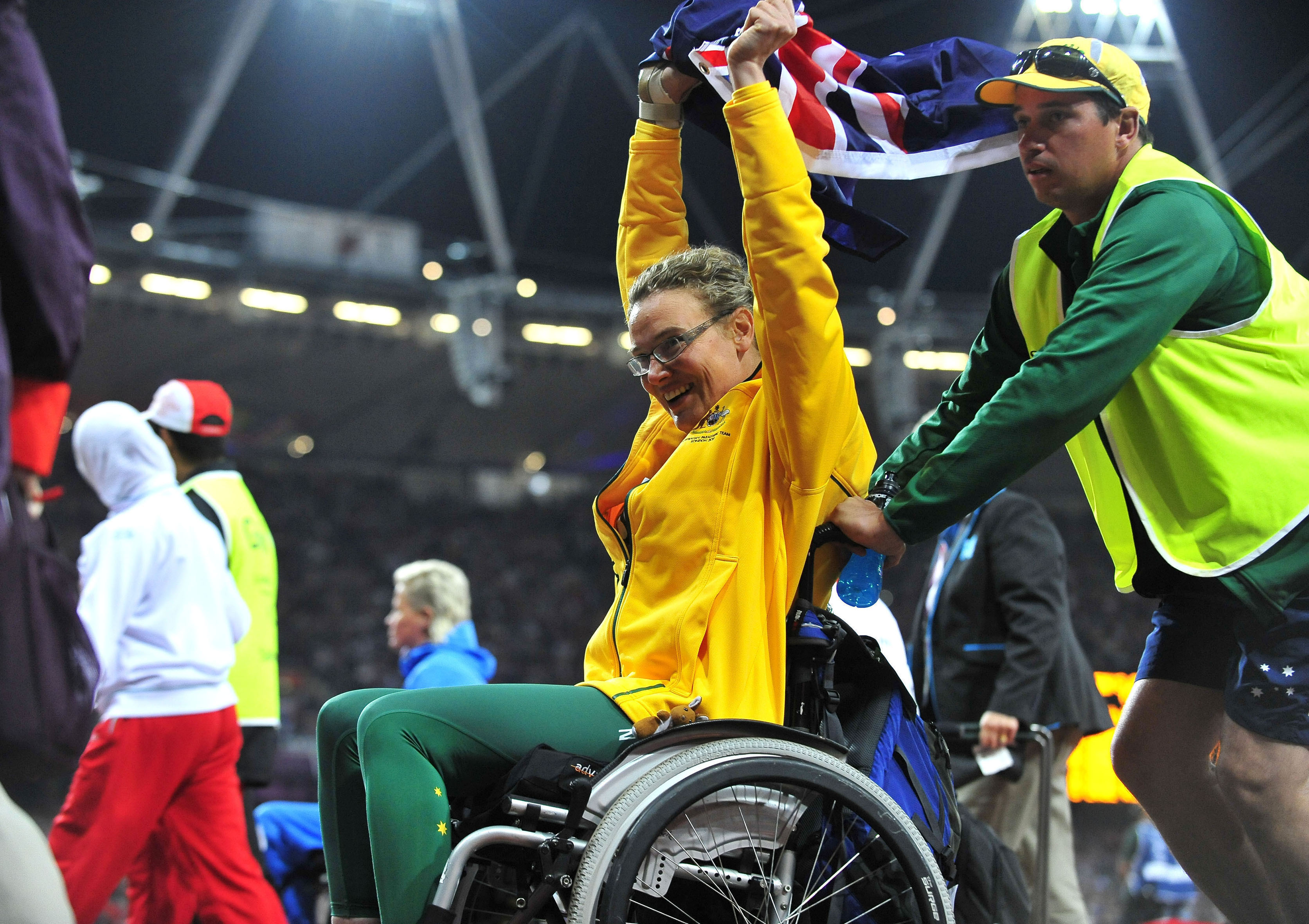
Ellery nas Paralimpíadas de Londres 2012

### Jogos Paralímpicos
No atletismo dos Jogos Paralímpicos de Atenas 2004, terminou em sexto lugar no arremesso de peso feminino, nas categorias F32-34 e F52-53. Terminou novamente em sexto no arremesso de peso F32-34/52-53 nas Paralimpíadas de Pequim 2008. Em Londres 2012, obteve a medalha de prata no arremesso de peso F32-34, com a marca de 5m90. Terminou em oitavo no arremesso de clube F31/32/51. Nas Paralimpíadas da Rio 2016, Ellery conquista o bronze na prova feminina do arremesso de peso, na categoria F32, ao arremessar 4m19.

### Campeonato Mundial de Atletismo Paralímpico
No Campeonato Mundial de Atletismo Paralímpico de 2011, em Christchurch, na Nova Zelândia, Ellery obteve a medalha de bronze no arremesso de peso F32-34, com a marca de 6m31 e terminou em quinto no arremesso de clube, categoria F31/32/51. Participou no Mundial de 2013, em Lyon, na França, mas não medalhou. No Mundial de 2015, em Doha, conquista a medalha de bronze na prova feminina do arremesso de peso, na categoria F32, ao arremessar 4m53.

### Jogos da Commonwealth
Competindo como atleta da categoria F32, Ellery venceu a prova feminina do arremesso de peso F32–34/52/53 e obteve a medalha de ouro, quebrando novamente o recorde mundial com a marca de 6m17, sendo a primeira medalha de ouro da Austrália nos Jogos da Commonwealth de 2010, realizados no estádio Jawaharlal Nehru, na cidade de Deli, Índia.
Possui bolsa de estudos da Academia de Esporte ACT desde 2015.